# Processo alle streghe di Triora
Con l'espressione processo alle streghe di Triora si intende un procedimento giudiziario svoltosi nell'omonima località ligure tra il 1587 e il 1589 in cui alcune donne vennero accusate di essere artefici di una carestia perdurante . L'episodio è ricordato come uno dei più celebri processi per stregoneria in Italia.
In memoria di questi avvenimenti è stata istituita una festa dedicata alla stregoneria chiamata Strigora che si svolge nell'antico borgo di Triora ogni anno la prima domenica dopo Ferragosto.

## Il processo
All'epoca dei fatti, Triora era un borgo fortificato al centro di intensi traffici commerciali tra il Piemonte, la costa e la vicinissima Francia. Politicamente dipendeva dalla Repubblica di Genova, di cui era podesteria, difesa da ben cinque fortezze. Da circa due anni, il comune soffriva a causa di una terribile carestia: ma probabilmente quel periodo di magra era stato in parte determinato da una manovra economica dei proprietari terrieri. Il popolo tuttavia individuò quale capro espiatorio alcune donne del villaggio.
Nell'ottobre del 1587 il Parlamento locale, durante una seduta, chiese alle autorità civili e religiose di intervenire contro le presunte streghe; arrivarono così il vicario dell'Inquisitore di Genova e il vicario dell'inquisitore di Albenga, il sacerdote Girolamo del Pozzo, che sosteneva fermamente la presenza del maligno. Durante la celebrazione della messa, al momento della predica, il sacerdote chiese ai parrocchiani di denunciare le streghe. Vennero così arrestate venti donne che, a causa delle denunce estorte con torture, divennero presto trenta. Tra di loro tredici donne, quattro ragazze e un fanciullo si dichiararono rei confessi. Alcune case private furono trasformate in carceri, la più famosa delle quali fu casa del Megia, oggi nominata Ca' de baggiure (Casa delle streghe). In pochissimo tempo avvennero le prime morti: Isotta Stella, una sessantenne di nobile famiglia, morì per le torture subite, un'altra donna invece si gettò dalla finestra.
A seguito di queste tragedie e del clima di terrore che si era venuto a creare, al processo intervenne anche il Consiglio degli Anziani, che il 13 gennaio 1588 chiese agli Inquisitori di procedere con maggior cautela; vi erano tra le trenta donne infatti alcune persone nobili e influenti nella comunità. Dopo alcune indagini si convenne che la morte di Isotta Stella fu determinata dalle torture subite, ma il fatto della donna gettatasi dalla finestra fu spiegato come atto del maligno: "...una notte tentata dal diavolo procurò la fuga con guastore una sua veste che aveva indisso et accomodarla a guisa di benda, ma non l'essendo cascò subito che fu fuori dalla finestra" e la richiesta del Consiglio di una revisione del modo di procedere restò inascoltata dal Parlamento.
Dopo breve tempo il governo genovese si mise in moto e nei primi giorni di maggio del 1588 arrivò l'Inquisitore Capo il quale visitò le carceri, ma dispose la scarcerazione di una sola ragazzina di tredici anni. Un mese dopo, in giugno, Genova mandò un commissario di nome Giulio Scribani o De Scribani che inasprì il clima di terrore trasferendo le donne incarcerate a Genova e facendo di tutto per trovare altre nuove streghe. Le accuse rivolte alle sospettate furono: reato contro Dio, commercio con il demonio, omicidio di donne e bambini. Cominciarono nuovi interrogatori e supplizi, cui erano sottoposti sempre degli innocenti. Questa persecuzione si estese anche ai paesi vicini come Castel Vittorio e Sanremo, ove ebbero inizio altre cacce alle streghe.
De Scribani chiese il supplizio del rogo per quattro donne, il governo però tentennò e domandò aiuto a Serafino Petrozzi; quest'ultimo affermò che la confessione non avallava l'accusa. Così obbligarono il De Scribani a produrre altre prove e questi rispose che avrebbe avuto bisogno di tempo per le indagini, dato che i delitti erano avvenuti molto tempo prima e ormai era difficile accertarli. Rifece comunque i processi e il 30 agosto confermò la condanna a morte per stregoneria. Ad affiancare Petrozzi arrivarono altri due giudici: Pietro Alaria Caracciolo e Giuseppe Torre e tutti e tre confermarono la condanna a morte sul rogo. Tra i condannati vi furono Pierina di Badalucco e Gentile di Castel Vittorio.
Poco prima dell'esecuzione della condanna arrivò il Padre Inquisitore di Genova, unico rappresentante dell'Inquisizione di Roma e solo con il potere di giudicare i fatti e i crimini inerenti alla stregoneria, dopo il suo intervento nell'ottobre del 1588, le condannate vennero inviate a Genova dove già si trovavano rinchiuse le prime tredici streghe. Poco dopo il doge genovese Davide Vacca inoltrò al Santo Uffizio due richieste di mettere fine al processo. Finalmente, al 23 aprile del 1589 il tragico processo alle streghe venne terminato. Non si sa esattamente che fine abbiano fatto le donne incarcerate a Genova ma è probabile che - come sostenuto da alcuni storici - furono lasciate libere.

### Fonti
- Alfonso Assini [et al.] (a cura di), La Causa delle Streghe di Triora - I documenti dei processi 1587-1618, Triora, Pro Triora Editore, 2014.

### Studi
- Maria Antonietta Breda, Ippolito Edmondo Ferraio e Gianluca Padovan (a cura di), I segreti di Triora: il potere del luogo, le streghe, l'ombra del boia, Milano, Mursia Editore, 2010.
  -  Ippolito Edmondo Ferraio, Cronaca del processo alle streghe del 1587, in Breda, Ferraio e Padovan 2010, pp., 2010.
  -  Ippolito Edmondo Ferraio, I luoghi delle streghe a Triora, in Breda, Ferraio e Padovan 2010, pp., 2010.
- (FR) Emmanuelle Foster, Les sorcières de Triora, Récit, 2017, ISBN 9781543104523.
- Michele Rosi, Le streghe di Triora in Liguria. Processi di stregoneria e relative quistioni giurisdizionali nella seconda metà del secolo XVI, Rist. Lucca, Roma, Tipografia delle Mantellate, 1988  [1898].